# Herpeperas excurvata
Herpeperas excurvata är en fjärilsart som beskrevs av M.Gaede 1940. Herpeperas excurvata ingår i släktet Herpeperas och familjen nattflyn. Inga underarter finns listade i Catalogue of Life.